# Березняк (ландшафтний заказник)
Березняк — ландшафтний заказник місцевого значення. Об'єкт розташований на території Лисянського району Черкаської області, адмінмежі Бужанської сільської ради.
Площа — 5 га, статус отриманий у 2010 році.
Статус надано з метою збереження природного комплексу з неповторним рельєфом та краєвидами.